# Kaspar (elefant)
Kaspar (Gaspard) født 9. december 1907 i København, død 1. marts 1927 i Paris, var en asiatisk elefant (Elephas maximus) født i København Zoo.
Han var den første danskfødte elefantunge og den fjerde i Europa. Han havnede efter en tid i Cirkus Bech-Olsen til sæsonen 1910 og 1911, hvilket skabte heftig pressedebat om dyr i cirkus hvor Peter Sabroe var en af de førende dabatører.
Derefter blev han 1912 solgt for 5000 tyske mark til Zoo Hannover og kom 1922 til Jardin d'Acclimatation i Paris, Frankrig, hvor blev aflivet i 1927, enten af gift eller af kvælning, efter at han blev aggressiv (must) og dræbte en dyrepasser. Han blev 20 år.
Elefant parret Chang og Ellen som var Kaspars forældre, fik senere yderligere to unger Julius (1912-1921) og Lauritz, (1916-1916) som begge døde unge. Efter de to unger måtte København Zoo vente til 1970, før næste elefantunge blev født.
Kaspar fik sit navn efter Kaspar Rostrup, som var en god ven af Zoo`s direktør Julius Schiøtt.